# 461 Saskia

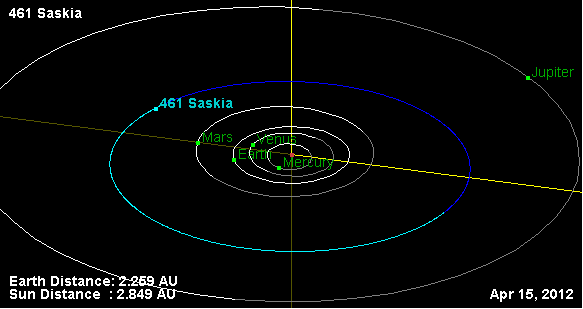

461 Saskia è un asteroide della fascia principale. Scoperto nel 1900, presenta un'orbita caratterizzata da un semiasse maggiore pari a 3,1167989 UA e da un'eccentricità di 0,1483734, inclinata di 1,44319° rispetto all'eclittica.
Il suo nome è probabilmente dedicato a Saskia van Uylenburgh, moglie del pittore olandese Rembrandt, ritratta in diversi suoi quadri.